# XML Metadata Interchange
XML Metadata Interchange（XMI）とは、Extensible Markup Language (XML)を使ってメタデータ情報を交換する標準規格であり、OMGが策定した。Meta-Object Facility (MOF)で表現できるメタモデルに従うメタデータを扱うことができる。XMIの典型的な利用法として、UMLモデルの交換形式としての利用があるが、他の言語のモデル（メタモデル）のシリアライズにも使うことができる。

## 概要
OMG のモデリングについての考え方では、データは抽象モデルと具体的モデルに分割される。抽象モデルは意味的情報を表現し、具体的モデルは視覚的な図を表現する。抽象モデルは MOF に基づいた UML や SysML のようなモデリング言語のインスタンスである。図に関しては Diagram Interchange（DI、XMI[DI]）という標準規格を用いる。現在のところモデリングツールの各ベンダー間での XMI 実装にはいくつかの非互換があり、抽象モデルのデータの交換にすら非互換がある。Diagram Interchange を使った例は今のところほとんど存在しない。つまり、UMLツール間で XMI によるファイル交換は実現していない。
XML Metadata Interchange (XMI) の目的の1つとして、分散異機種混在環境での UMLベースのモデリングツールと MOFベースのメタデータ・リポジトリの間でのメタデータ交換がある。モデル駆動工学では XMI がモデリングツールとソフトウェア生成ツールの間のモデル交換媒体として一般に使われている。
XMI には以下の4つの業界標準が組み込まれている:
- XML - eXtensible Markup Language、W3C標準。
- UML - Unified Modeling Language、OMGのモデリング標準。
- MOF - Meta Object Facility、OMGのメタモデル記述用言語。
- MOF Mapping to XMI

これら4つの標準が XMI に統合されることにより、分散システムのツール開発者がオブジェクトモデルや他のメタデータを共有できるようにすることを意図している。
XMI にはいくつかのバージョン（1.0, 1.1, 1.2, 2.0, 2.1）がある。2.x は 1.x から大幅に変更されている。
メタデータを表現するための XML 標準は他にもある。最も新しいものとしては Web Ontology Language (OWL) がある。OWL はResource Description Framework (RDF)に基づいている。
XMI は国際標準として採用された。
ISO/IEC 19503:2005 Information technology -- XML Metadata Interchange (XMI)